# Alexandru Gațcan
Alexandru Gațcan est un footballeur international moldave né le 27 mars 1984 à Chișinău. Il évolue actuellement au poste de milieu défensif.
Il possède également la nationalité russe depuis ses dix ans.

## Carrière

### En club
Natif de Chișinău, c'est dans cette ville que Gațcan effectue sa formation et intègre le centre de formation de Unisport-Auto Chisinau avec qui il fait ses débuts professionnels lors de la saison 2003-2004, où il dispute vingt-trois matchs de première division moldave. Rejoignant par la suite le Spartak Moscou à l'été 2004, il n'est cependant pas utilisé au sein de l'équipe première et est prêté l'année suivante au Spartak Tcheliabinsk en deuxième division russe, où il joue trente-six matchs de championnat.
Peu après son retour de prêt, il s'engage de manière permanente avec le Rubin Kazan en début d'année 2006 et s'y impose immédiatement comme titulaire au sein de l'effectif. Il découvre par ailleurs la coupe d'Europe cette même année en prenant part à la Coupe UEFA, où il joue un match face au BATE Borisov puis contre Parme. Il continue sur sa lancée la saison suivante mais subit au mois d'octobre 2007 une blessure avec sa sélection qui lui fait rater la fin de saison.
Vendu par le Rubin au FK Rostov en début d'année 2008, l'enregistrement du joueur avec son nouveau club échoue cependant et Gațcan doit attendre la mi-saison pour évoluer sous ses nouvelles couleurs, ne jouant pas le moindre match entre-temps. Il effectue finalement ses débuts avec Rostov à la mi-août et prend par la suite part à la fin de saison du club qui remporte largement la deuxième division et est promu dans l'élite à l'issue de l'exercice. Il s'impose par la suite comme un titulaire régulier au sein du milieu rostovien et devient capitaine à partir de la saison 2015-2016 qui voit les siens terminer vice-champion de Russie et prendre part à la Ligue des champions 2016-2017. Il est par ailleurs titulaire lors de la finale de la Coupe de Russie remportée par Rostov en 2014 contre le FK Krasnodar, bien qu'il rate son tir lors de la séance de tirs au but.

### Sélection nationale
Alexandru Gațcan obtient sa première sélection avec l'équipe de Moldavie en 2005. Le 12 octobre 2005, il marque son premier but international lors d'un match des éliminatoires de la Coupe du monde 2006 contre l'Italie. Il compte trente-deux sélections et un but avec l'équipe nationale moldave.

## Statistiques
| Saison                | Club                        | Championnat           | Championnat | Championnat | Coupe(s) nationale(s) | Coupe(s) nationale(s) | Compétition(s) continentale(s) | Compétition(s) continentale(s) | Compétition(s) continentale(s) | Total | Total |
| Saison                | Club                        | Division              | M.          | B.          | M.                    | B.                    | Comp.                          | M.                             | B.                             | M.    | B.    |
| 2003-2004             | Unisport-Auto Chisinau      | D1                    | 23          | 3           | -                     | -                     | -                              | -                              | -                              | 23    | 3     |
| 2004                  | Spartak Moscou              | D1                    | -           | -           | -                     | -                     | -                              | -                              | -                              | 0     | 0     |
| 2005                  | Spartak Tcheliabinsk (prêt) | D2                    | 36          | 2           | -                     | -                     | -                              | -                              | -                              | 36    | 2     |
| Sous-total            | Sous-total                  | Sous-total            | 59          | 5           | -                     | -                     | -                              | -                              | -                              | 59    | 5     |
| 2006                  | Rubin Kazan                 | D1                    | 21          | 1           | 4                     | 1                     | C3                             | 2                              | 0                              | 27    | 2     |
| 2007                  | Rubin Kazan                 | D1                    | 19          | 1           | 3                     | 1                     | CI                             | 2                              | 0                              | 24    | 2     |
| Sous-total            | Sous-total                  | Sous-total            | 40          | 2           | 7                     | 2                     | -                              | 4                              | 0                              | 51    | 4     |
| 2008                  | FK Rostov                   | D2                    | 14          | 3           | -                     | -                     | -                              | -                              | -                              | 14    | 3     |
| 2009                  | FK Rostov                   | D1                    | 26          | 4           | -                     | -                     | -                              | -                              | -                              | 26    | 4     |
| 2010                  | FK Rostov                   | D1                    | 24          | 0           | -                     | -                     | -                              | -                              | -                              | 24    | 0     |
| 2011-2012             | FK Rostov                   | D1                    | 37          | 4           | 5                     | 0                     | -                              | -                              | -                              | 42    | 4     |
| 2012-2013             | FK Rostov                   | D1                    | 29          | 0           | 3                     | 0                     | -                              | -                              | -                              | 32    | 0     |
| 2013-2014             | FK Rostov                   | D1                    | 25          | 1           | 3                     | 2                     | -                              | -                              | -                              | 28    | 3     |
| 2014-2015             | FK Rostov                   | D1                    | 28          | 1           | 1                     | 0                     | C3                             | 2                              | 0                              | 31    | 1     |
| 2015-2016             | FK Rostov                   | D1                    | 23          | 2           | -                     | -                     | -                              | -                              | -                              | 23    | 2     |
| 2016-2017             | FK Rostov                   | D1                    | 24          | 3           | -                     | -                     | C1+C3                          | 10+3                           | 0                              | 37    | 3     |
| 2017-2018             | FK Rostov                   | D1                    | 26          | 2           | 2                     | 0                     | -                              | -                              | -                              | 28    | 2     |
| 2018-2019             | FK Rostov                   | D1                    | 24          | 1           | 5                     | 1                     | -                              | -                              | -                              | 29    | 2     |
| 2019-2020             | FK Rostov                   | D1                    | 1           | 0           | -                     | -                     | -                              | -                              | -                              | 1     | 0     |
| Sous-total            | Sous-total                  | Sous-total            | 281         | 21          | 19                    | 3                     | -                              | 15                             | 0                              | 315   | 24    |
| 2019-2020             | Krylia Sovetov Samara       | D1                    | 22          | 0           | -                     | -                     | -                              | -                              | -                              | 22    | 0     |
| 2020-2021             | Krylia Sovetov Samara       | D2                    | 27          | 1           | 2                     | 0                     | -                              | -                              | -                              | 29    | 1     |
| Sous-total            | Sous-total                  | Sous-total            | 49          | 1           | 2                     | 0                     | -                              | -                              | -                              | 51    | 1     |
| Total sur la carrière | Total sur la carrière       | Total sur la carrière | 429         | 29          | 28                    | 5                     | -                              | 19                             | 0                              | 476   | 34    |

## Palmarès
FK Rostov
- Vice-champion de Russie en 2016.
- Vainqueur de la Coupe de Russie en 2014.
- Champion de Russie de deuxième division en 2008.

 Krylia Sovetov Samara
- Champion de Russie de deuxième division en 2021.